# San Rafael de Velasco
San Rafael de Velasco is de hoofdplaats van de gemeente San Rafael in de provincie José Miguel de Velasco in het departement Santa Cruz in Bolivia.

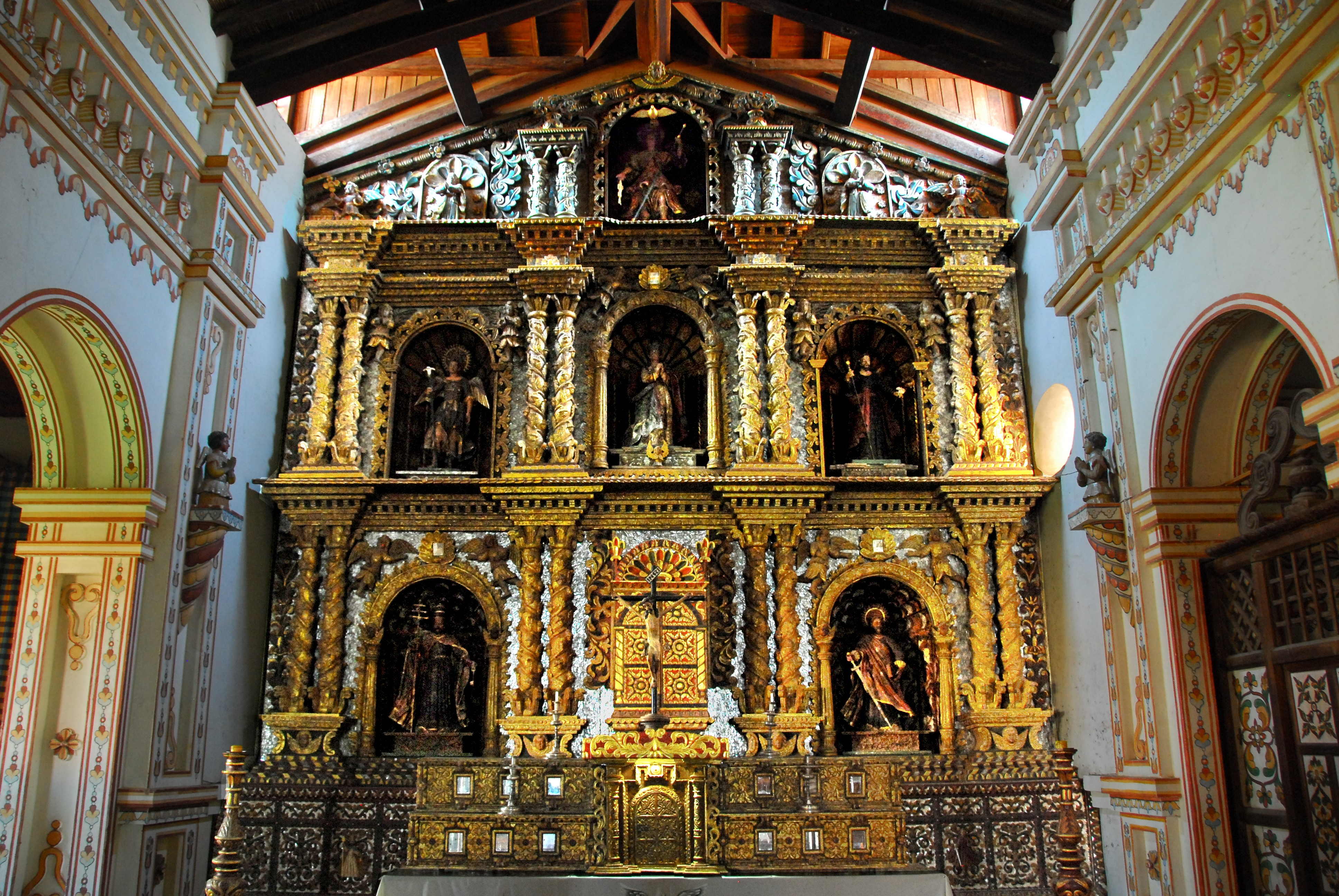
Kerk in San Rafael de Velasco

## Werelderfgoedlijst
De stad staat bekend als onderdeel van de Jezuïetenmissies van Chiquitos, die wordt verklaard in 1990 een Werelderfgoedlijst.